# Amtsgericht Lübtheen

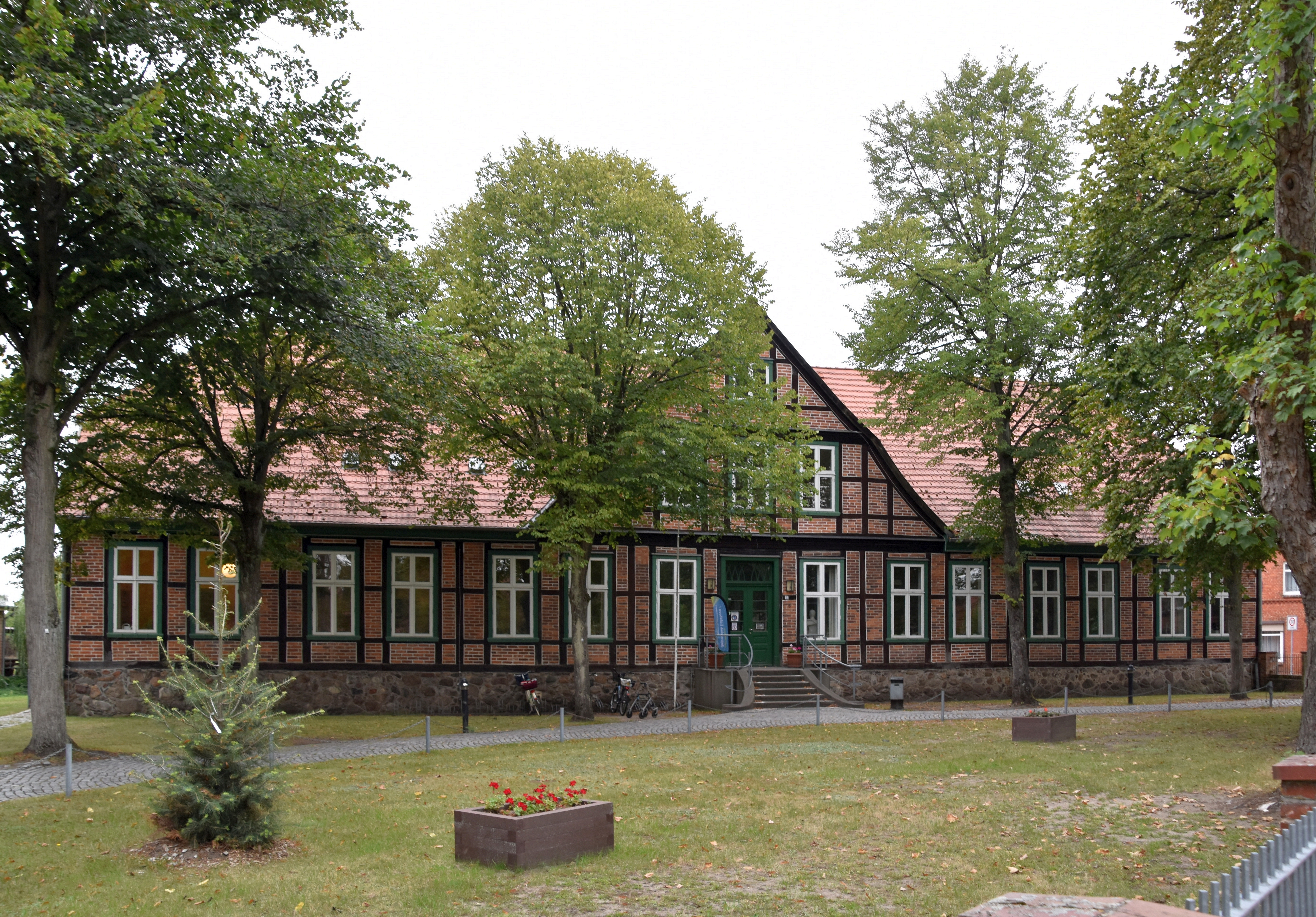
Ehem. Amtsgerichtsgebäude (2020)

Das Amtsgericht Lübtheen war ein Gericht der ordentlichen Gerichtsbarkeit in Mecklenburg-Schwerin im Bezirk des Landgerichts Schwerin mit Sitz in Lübtheen.

## Geschichte
In Lübtheen befand sich vor 1879 kein Eingangsgericht. Im Rahmen der Reichsjustizgesetze wurden die bestehenden Gerichte des Großherzogtums Mecklenburg-Schwerin aufgelöst und Amts-, Landes- und Oberlandesgerichte gebildet. Das Amtsgericht Lübtheen war dem Landgericht Schwerin und dem Oberlandesgericht Rostock nachgeordnet. Am Gericht bestand 1880 eine Richterstelle und es war für 6926 Gerichtseingesessene zuständig. Das Amtsgericht war damit ein kleines Amtsgericht im Landgerichtsbezirk.
Sein Gerichtsbezirk umfasste aus dem Dominialamt Hagenow Belsch, Garlitz mit Brömsenberg, Gudow, Probst mit Jesar, Loosen, Lübbendorf, der Flecken Lübtheen mit Wassermühle bei Garlitz, Auf der Lank und zu Quassel, Ramm und Trebs, aus dem Ritterschaftlichen Amt Schwerin Bandekow, Benz mit Briest und Götzlow, Jesow und Jessenitz und aus dem Ritterschaftlichen Amt Wittenburg Garlitz, Goldenitz mit Neuenrode (Anteil), Langenheide, Welkhof, Pritzier mit Bahnhof Gramnitz, Quassel, Schwechow mit Clausenheim und Volzgrade.
Kriegsbedingt wurde das Amtsgericht 1945 aufgehoben und bis 1952 als Nebenstelle des Amtsgerichts Hagenow geführt. 1952 wurden die Amtsgerichte in der DDR abgeschafft und stattdessen Kreisgerichte gebildet.

## Amtsgerichtsgebäude
Das Amtsgerichtsgebäude (Ernst-Thälmann-Platz 6) steht unter Denkmalschutz. Es wurde um 1770 als Hauptpostamt erbaut. Ab 1830 wurde er als Amtshaus für das Amt Lübtheen genutzt. Von 1879 bis 1945 war das Haus Amtsgericht, danach Sitz der Nebenstelle des Amtsgerichtes. Ab 1952 erfolgte eine Nutzung durch die Polizei. Von 1953/1954 bis 1975 wurde er auch als Internat der Polytechnischen Oberschule genutzt. Von 1975 bis 1990 war es Schulhort. Nach Jahren des Leerstandes erfolgten ab Mitte Oktober 1997 Sanierungsarbeiten und der Umbau zur Bürgerbegegnungsstätte. Diese wurde am 26. März 1999 eingeweiht und trägt den Namen „Dat Olle Amtsgericht“.